# Hiệu ứng Bystander (Sinh vật học phóng xạ)
Hiệu ứng gây ra bởi bức xạ (hiệu ứng Bystander) là hiện tượng trong đó các tế bào không chiếu xạ biểu hiện các hiệu ứng chiếu xạ do kết quả của tín hiệu nhận được từ các tế bào được chiếu xạ gần đó. Vào tháng 11 năm 1992, Hatsumi Nagasawa và John B. Little lần đầu tiên đã báo cáo về hiện tượng phóng xạ này.

## Hiệu ứng
Có bằng chứng  rằng việc nhắm mục tiêu chiếu xạ tế bào chất dẫn đến đột biến trong nhân của các tế bào bị nhắm trúng. Các tế bào không bị tấn công trực tiếp bởi hạt alpha, nhưng nằm trong vùng lân cận của hạt bị tấn công, cũng góp phần vào phản ứng genotoxic của quần thể tế bào. Tương tự như vậy, khi các tế bào được chiếu xạ và môi trường được chuyển sang các tế bào không chiếu xạ, các tế bào không chiếu xạ này cho thấy phản ứng của người ngoài cuộc khi được thử nghiệm để sống sót nhân bản và biến đổi gây ung thư. Điều này cũng được quy cho hiệu ứng Bystander.

## Trình diễn
Việc trình diễn hiệu ứng Bystander trong các mô người 3D  và gần đây hơn, trong toàn bộ sinh vật  có hàm ý rõ ràng về sự liên quan tiềm năng của phản ứng không nhắm mục tiêu đến sức khỏe con người.

## Hậu quả
Hiệu ứng này cũng có thể góp phần vào hậu quả sinh học cuối cùng của việc tiếp xúc với liều phóng xạ thấp. Tuy nhiên, hiện tại vẫn không đủ bằng chứng cho thấy rằng tác động gây bệnh này thúc đẩy quá trình gây ung thư ở người tiếp xúc với liều thấp.